# Mărgheni
Mărgheni – wieś w Rumunii, w okręgu Aluta, w gminie Brâncoveni. W 2011 roku liczyła 588 mieszkańców.